# 保恵駅
保恵駅（ほええき）は、かつて樺太敷香郡敷香町に存在した鉄道省樺太東線の駅である。

## 歴史
- 1943年（昭和18年）11月16日 - 国有鉄道の上敷香駅 - 気屯駅間(51.7km)延伸開業により設置。
- 1945年（昭和20年）8月 - ソ連軍が南樺太へ侵攻、占領し、駅も含め全線がソ連軍に接収される。
- 1946年（昭和21年）2月1日 - 日本の国有鉄道の駅としては、書類上廃止。
- 1946年4月1日 - ソ連国鉄に編入。ロシア語駅名は「ブユークルィ」。

## 駅名の由来
当駅の所在する地名からであり、地名はニヴフ語の「ホ・イ」（鮭の川）、「ホイ・イ」（イトウのいる川）による。

## 運行状況
- 旅客列車の運行は行なわれていたが、軍用鉄道であり時刻表に掲載されなかった。

現在はポロナイスク駅、ポページノ駅発着の1往復、ユジノサハリンスク駅、ノグリキ駅発着の特急1往復のみ停車する。

## 駅周辺
- 九州帝国大学演習林

## 隣の駅
鉄道省樺太鉄道局
樺太東線
初問駅 - 保恵駅 - 千輪駅